# Zamrożenie płac
Zamrożenie płac (ang. freeze on wages) – narzędzie stosowane w celu zahamowania inflacji polegające na tymczasowym zamrożeniu płac, jak również i cen.
Może być stosowane w celu rozerwania spirali inflacyjnej (ang. price/wage spiral), czyli w sytuacji, gdy producenci dóbr podnoszą ceny (w związku ze wzrostem kosztów produkcji, spowodowanym np. wzrostem cen paliw). Podniesienie cen prowadzi do podniesienie płac (wymuszonego przez pracowników, w celu zachowania płac realnych). Płace są kosztem, więc ich podniesienie prowadzi do wzrostu cen. W ten sposób nakręca się spirala spadku wartości pieniądza. Zamrożenie płac powoduje niewzrastanie wynagrodzeń, co przy stałości innych kosztów produkcji prowadzi do czasowej stabilizacji cen.
Zamrożenie płac nie jest skutecznym zwalczaniem inflacji, gdyż nie usuwa jej przyczyn, a jedynie próbuje usuwać objawy. Zamrożenie samych płac bez zamrożenia cen ma na celu zmniejszenie kosztów funkcjonowania przedsiębiorstwa i często jest warunkiem jego dalszego działania. Zamrożenie płac (przy użyciu specjalnego narzędzia podatkowego, tzw. popiwku) było stosowanym od połowy lat 80. XX wieku narzędziem hamującym wzrost inflacji w PRL. Po reformie państwa w 1989 roku wprowadzony został tzw. plan Balcerowicza, którego elementem była nowa wersja podatku zamrażającego płace, wprowadzonego przez nową Ustawę o podatku od wzrostu wynagrodzeń.